# Urosigalphus eulechriopis
Urosigalphus eulechriopis är en stekelart som beskrevs av Joseph Augustine Cushman 1926. Urosigalphus eulechriopis ingår i släktet Urosigalphus och familjen bracksteklar. Inga underarter finns listade i Catalogue of Life.